# Dysschema flora
Dysschema flora là một loài bướm đêm thuộc phân họ Arctiinae, họ Erebidae.